# Walka elektroniczna
Walka elektroniczna, walka radioelektroniczna (WRE, ang. electronic warfare, EW) – rodzaj działań bojowych wobec przeciwnika, zmierzający do zakłócenia bądź uniemożliwienia działań przeciwnikowi bądź jego środkom technicznym, za pomocą własnych środków emisji elektromagnetycznej.
Polega na prowadzeniu rozpoznania (wsparcia) elektronicznego, zakłócania elektronicznego oraz obrony.

## Podział
Atak elektroniczny
Aktywna lub też pasywna forma wykorzystania fal radiowych do zakłócania i uniemożliwienia użycia ich przez przeciwnika. Do aktywnych zaliczane są: zagłuszanie, zakłócanie radiowe, użycie impulsu elektromagnetycznego. Do biernych: odbijacze dipolowe, balony.
Obrona elektroniczna
Składają się na nią wszelkie działania, które zmniejszają powodzenie ataku przeciwnika chroniąc swoje siły i środki. Obrona elektroniczna może być również wykorzystywana do ochrony wojsk sojuszniczych przed skutkami własnego ataku elektronicznego.
Wsparcie elektroniczne
Pasywne wykorzystanie promieniowania elektromagnetycznego dla zdobycia informacji (SIGINT) o jednostkach znajdujących się na polu walki; znalezienia, zidentyfikowania i przechwycenia potencjalnych zagrożeń lub celów.

## System walki elektronicznej
Zasady walki elektronicznej
- celowość

zgodności przedsięwzięć WE z zamiarem operacji oraz wykorzystaniu sił i środków stosownie do ich możliwości operacyjno-taktycznych.
- terminowość

realizacja zadań WE w czasie ściśle określonym planem operacji, korygowanym w zależności od sytuacji operacyjnej
- zaskoczenie:

wykonywanie zadań WE w sposób nieoczekiwany dla przeciwnika, uniemożliwiający mu zastosowanie przedsięwzięć przeciwdziałania i obrony elektronicznej;
- kompleksowość:

skumulowane, celowe użycie wszystkich składowych WE;
- ciągłość

realizowanie zadań w sposób nieprzerwany, z intensywnością dostosowaną do potrzeb operacyjnych i bojowych, poprzez wzajemne uzupełnianie się przez poszczególne podsystemy WE.
- skrytość

przygotowanie i wykorzystanie sił i środków WE w sposób uniemożliwiający przedwczesne wykrycie i lokalizację.
- żywotność

odporność i zdolność do sprawnego odtworzenia gotowości w warunkach prowadzenia działań na współczesnym polu walki.